# (4138) Calchas
(4138) Calchas, désignation internationale (4138) Kalchas, est un astéroïde troyen jovien.

## Description
(4138) Calchas est un astéroïde troyen jovien, camp grec, c'est-à-dire situé au point de Lagrange L4 du système Soleil-Jupiter. Il présente une orbite caractérisée par un demi-grand axe de 5,162 UA, une excentricité de 0,043 et une inclinaison de 2,1° par rapport à l'écliptique.
Il est nommé en référence au personnage de la mythologie grecque Calchas, acteur du conflit légendaire de la guerre de Troie.

## Compléments